# Heinrich Ostrop
Heinrich Ostrop (né le 22 janvier 1925 à Olfen et mort le 25 avril 2015) est un homme politique allemand (CDU) et membre du Landtag de Rhénanie-du-Nord-Westphalie.

## Biographie
Ostrop est le fils d'un fermier d'Olfen. Il est repêché en janvier 1943 pour le 10e Division SS Panzer "Frundsberg". Après un entraînement à l'est et un stationnement à l'ouest, Ostrop est transféré en Ukraine et participe à la bataille de Tarnopol en mars et avril 1944. Il est ensuite de nouveau transféré en France et, après avoir été blessé à deux reprises, est capturé en février 1945. Après une brève période en tant que prisonnier de guerre, Ostrop termine une formation professionnelle en agriculture, mais passe rapidement à l'éducation des jeunes catholiques et des adultes dans le diocèse de Münster. Ici, il est officier diocésain pour la jeunesse rurale catholique.

## Engagement politique
Ostrop est membre de la CDU depuis 1952. De 1952 à 1959, Ostrop est d'abord impliqué dans la politique locale au sein du conseil de sa commune d'origine d'Olfen, puis de 1964 à 1969 au conseil de la commune de Nienberge. Il est également actif dans de nombreux organes du parti. Avec une brève interruption, Heinrich Ostrop est vice-président du parti de la CDU Westphalie-Lippe de 1973 à 1986. De 1986 à 1991, il est également vice-président du parti de l'association régionale CDU de Rhénanie-du-Nord-Westphalie.

## Député
Du 24 juillet 1966 au 29 mai 1985 Ostrop est membre du Landtag de Rhénanie-du-Nord-Westphalie. Il est élu dans la 89e circonscription Münster-Campagne et la 100e circonscription Warendorf I. Il y est un expert en politique agricole et actif en tant que homme politique des médias. En 1983, il devient vice-président du groupe parlementaire.